# Centro Italiano de Caracas
El Centro Italiano de Caracas (llamado también Centro Ítalo-Venezolano, CIV) es una estructura ubicada en el este de Caracas que sirve como club para la numerosa comunidad italiana de la capital venezolana. El CIV es también un Club Deportivo especializado en varios deportes, siendo el principal el futbol de la Sociedad Deportiva Centro Ítalo Fútbol Club.

## Historia
En 1964 fue iniciado el edificio principal del CIV, que fue inaugurado en 1971. Sucesivamente se hicieron las piscinas y otras instalaciones (canchas de futbol, tenis, etc..). En el 2023 se calcula que unas 25.000 personas utilizan el CIV para esparcimiento, deportes, descanso y actividades sociales de club.

Hoy el CIV está consolidado y mantiene aún vigente su misión perfectamente enunciada en los estatutos y que se resume así: el Centro Italiano Venezolano persigue fines de esparcimiento, deportivos, culturales, asistenciales y filantrópicos, y a través de ellos, pretende crear un mayor y mejor entendimiento entre la colectividad italiana y venezolana.CIV

El Centro Ítalo-Venezolano tiene una extensión de 270.000 metros cuadrados, con estacionamiento para casi 2.000 vehículos.
Entre sus muchas actividades deportivas destaca el fútbol gracias al equipo de futbol que en el 2010 llegó a jugar en la Primera División del fútbol profesional de Venezuela: la Sociedad Deportiva Centro Ítalo Fútbol Club” Se ha estudiado también la posibilidad de ligar el CIV al Club Puerto Azul para actividades deportivas de natación y waterpolo.
El Centro Italiano de Caracas cuenta con una surtida biblioteca, especializada en textos en italiano. En esta biblioteca se dan continuamente cursos de lengua italiana. Existe también un pequeño teatro, donde se hacen conciertos musicales y representaciones varias.
El CIV ha sido siempre un lugar de reunión de la comunidad italiana, celebrando el 2 de Junio la fiesta de la República italiana.

## Actividades deportivas
El Club cuenta con una gran cantidad de deportes para todas las edades, entre ellos están:
- Fútbol
- Tenis
- Natación
- Tenis de mesa
- Fútbol sala
- Voleibol
- Bolas criollas
- Nado sincronizado
- Karate
- Judo
- Pilates

## Actividades culturales
- Danza
- Ajedrez
- Domino
- Barajas